# Hets (kortspel)
Hets är ett kortspel som tillhör kategorin patiensspel, det vill säga patienser som är avsedda för mer än en person.
Spelarna har varsin kortlek och lägger samtidigt varsin patiens. Denna patiens liknar den välkända patiens som går under bland annat namnet harpan. När spelet börjar har varje spelare framför sig fem lodräta rader med 1 upp till 5 kort per rad, en tiohög som utgörs av tio synliga kort vilka är spelbara i en fastställd ordningsföljd, samt en talong innehållande resterande kort. Mellan spelarna finns plats för det gemensamma spelfältet, där essen ska läggas upp och sedan byggas på med kort i samma färg och i stigande valör. Om flera spelare har möjlighet att lägga ett kort på samma hög i det gemensamma spelfältet gäller det att vara snabbast med att lägga dit sitt eget kort.
Så fort någon av spelarna lagt ut det sista kortet från sin tiohög är spelet slut. Kort lagda i det gemensamma spelfältet ger pluspoäng, och kort som är kvar i tiohögen ger minuspoäng.
Hets kan också spelas som lagspel. Två deltagare bildar då ett lag och hjälps åt med att hantera den gemensamma kortleken.